# 上月景正
上月 景正（こうづき かげまさ、1940年11月12日（84歳） - ）は、日本の実業家。コナミグループの創業者で代表取締役会長を務める。

## 人物
京都府出身。1966年関西大学経済学部卒業。1969年コナミ工業創業。1973年コナミ工業株式会社（現コナミグループ株式会社）設立。1996年コンピュータエンターテインメント協会（CESA）設立、初代会長就任（現：名誉会長）。2002年日本経済団体連合会理事就任。2012年コナミ株式会社（現コナミグループ株式会社）代表取締役会長就任。
1982年には個人資産を拠出した財団法人上月教育財団（現上月財団）を設立し、同財団の理事長を務める。以来40年以上にわたりスポーツ・教育・文化の振興と発展に寄与する活動に取り組んでいる。

## 経歴
- 1959年3月 - 大阪電気通信大学高等学校を卒業[4]
- 1966年3月 - 関西大学経済学部を卒業[5]
- 1969年3月 - 大阪府豊中市にてコナミを創業[6]
- 1973年3月 - コナミ工業株式会社（現コナミグループ株式会社）を設立、アミューズメント機器の製造を開始[6]
- 1982年6月 - 個人資産を拠出して財団法人上月教育財団（兵庫県許可）を設立。理事長に就任[7]
- 1984年10月 - 業界で初めて上場会社にする（大阪証券取引所新二部上場）
- 1988年8月 - 東京証券取引所第一部上場を果たす
- 1992年 - 大阪電気通信大学理事[8]
- 1996年8月 - コンピュータエンターテインメント協会（CESA）を設立し初代会長に就任（現：名誉会長）[5]
- 1997年 - 大阪電気通信大学客員教授[8]
- 1999年9月 - ロンドン証券取引所上場を果たす[9]
- 2001年 - 大阪電気通信大学にコナミホールを寄贈[4]
- 2002年5月 - 日本経済団体連合会 理事就任[5]
- 2002年9月 - ニューヨーク証券取引所上場を果たす[10]
- 2005年3月 - 設立した公益法人3財団を、一般財団法人 上月財団（文部科学省許可）として統合[11]
- 2012年6月 - 同社代表取締役会長[5]

## 受賞
- 1992年8月 - 紺綬褒章受章[5]
- 1993年10月 - 通商産業大臣表彰（情報化促進貢献個人表彰）[5]
- 1996年5月 - 兵庫県文化功労者[5]
- 1998年3月 - 学校法人大阪電気通信大学 名誉博士号[5]
- 2006年11月 - 藍綬褒章受章[5]
- 2011年1月 - 紺綬褒章受章[5]
- 2011年3月 - ネバダ大学ラスベガス校 名誉博士号[5]
- 2011年11月 - 旭日中綬章受章[5]
- 2013年3月 - ヴィクトリア女王記念褒章受章[12]
- 2022年5月 - ミシシッピ州ゲーミング殿堂入り[13]